# Омо
Омо је велика река на југу Етиопије која у потпуности тече унутар граница Етиопије до свог ушћа у Рудолфово језеро на граници са Кенијом. Омо тече кроз западни део региона Оромија и средишњим делом SNNPR-а.
Први европљанин који је у потпуности истражио ток реке Омо од извора до ушћа, био је италијански истраживач Виторио Ботего (1895—1897).

## Географске карактеристике
Реку Омо формира више мањих планинских потока на Шоанској висоравни. Њен ток је углавном правилан ка југу, осим код једног дела где нагло скреће на запад те потом изледа на латинично слово S, и онда опет правилно тече према југу до језера Туркане (Рудолфово језеро) где на ушћу има малу делту. Омо је дуг око 760 километара.
Од извора до ушћа Омо има укупан пад од скоро 2.000 метара, од извора на висини 2.316 m до ушћа у језеро на 487 m, те стога тече попут планинског брзака, има водопаде попут Кокобија и других мањих. Због тога је Омо плован само на врло кратком делу изнад свог ушћа у језеро Туркана. Туристички водич по Етиопији „Spectrum“, описује реку Омо као популарно место за рафтинг у септембру и октобру, кад река има још увек восок водостај после кишне сезоне. Највеће притоке Ома су река Гибе, Ваби, Денчија, Гојеб, Муј и Усно.
У прошлости је река Омо била источна граница афричких средњовековних краљевства Јањеро и Гаро. Река Омо пролази поред националних паркова Маго и Омо, познатих резервата дивљих животиња. Река је и данас станиште бројних афричких дивљих животиња: нилских коња, крокодила и отровних змија вретеница (Bitis arietans).

## Откриће реке Омо ијезера Туркана
Река Омо и митско велико језеро на њеном ушћу узбуђивали су машту европљана, средином 19. века који су имали врло површне информације о томе па су пренесене од домородаца преко арапских трговаца.
Јулес Борели је био први европски истраживач који је истражио горњи и средњи ток реке Омо 1880. године. Италијански истраживач Виторио Ботего је успео темељно истражити ток реке Омо у јуну 1896. године за своје друге афричке експедиције (1895—1897) на којима је и умро, 17-ог марта 1897. Британски истраживач Херберт Хенри Остин и његови људи су доспели до речне делте реке Омо 12-ог септембра 1898. године, али су разочарано утврдили да је етиопска експедиција на челу са расом Волдом Гиоргисом, претходно већ побола етиопску заставу на северну обалу језера Туркана седмог априла 1898. године, као и то да су већ поробили домороце. Руски поручник Аклександар Булатович водио је другу етиопску експедицију до обала језера 1899. године.
Ова истраживања инспирисала су и пољског писца Хенрика Сјенкјевича за његов пустоловни роман Кроз пустињу и прашуму.

## Река Омо и први људи
За долину у доњем току реке Омо се држи да је била раскрсница различитих култура и етничких скупина већ пре хиљаду година. Због тога се данас врше истраживања становника Доњег Ома, племена Мурси, Сури, Њангатом, Дизи и Ме'ен и истражује њихова различитост.
Цели слив реке Омо је важно геолошко и археолошко налазиште. На неколико налазишта пронађени су фосили хоминида из квартара и плеистоцена, које су ископали француски амерички тимови стручњака. Пронађени су и фосили аустралопитекуса и хомо сапиенса на неколико локалитета, као и камено оруђе из кварцита, старости око 2,7 милиона година. Кад је оруђе откривено, у почетку се мислили да је чак старије од културе Олдован, због грубљег и примитивнијег изгледа. Новија истраживања показала су да је то због лошег материјала тако да се данас држи да и то оруђе припада Култури кањона Олдован.
Због изузетно кулурно историјских вредности, УНЕСКО је 1980. године уврстио “Долину доњег тока реке Омо“ на своју листу Светске баштине.

## Пројекат изградње хидроелектране Гибе III
На реци Омо се планира изградња највеће хидроелектране у Африци са бетонском браном високом 243 метара, тај пројекат је накупио доста противника, заштитника природе који су покренули своју онлајн петицију.

## Поплаве 2006
Јаке кише 2006. године узроковале су велике поплаве у доњем току реке Омо, за којих се утопило 456 људи, а 20.000 људи су побегли из својих домова